# Asir (pokrajina)
Asir (arapski: عسير) - pokrajina na jugozapadu Saudijske Arabije. Glavni grad pokrajine je Abha. Asir ima 1,913,392 stanovnika i površinu od 81,000 km². Gustoća naseljenosti je 23,6 stanovnika po kvadratnom kilometru.
U Asiru ima nešto više oborina (300 do 500 mm), nego što ima ostatak Saudijske Arabije pa je i bujnija vegetacija. Ovdje se nalazi najviši vrh Saudijske Arabije - Džabal Savda
Povijesna pokrajina Asir bila je malo veća. Nakon Prvog svjetskog rata pripadala je pokrajini Džaizan. Kao i susjedne regije pripada pod regiju Hijaz nazvanu po tamošnjem planinskom lancu, koji se proteže gotovo do grada Meke.
Područje suvremene pokrajine Asir ponekad se nazivalo Gornji Asir, dok je pokrajina Džaizan bila Donji Asir. Do 18. stoljeća i Prve Saudijske Države, područjem su vladali lokalni klanovi. Područje je bilo pod kontrolom Egipta, Jemena i dr., dok nije postalo dio Saudijske Arabije. 
U pokrajini živi mnogo starih arapskih plemena, koji pripadaju sunitskim muslimanima.
Bareq jedan od gradova u pokrajini.